# Alcali
Ne doit pas être confondu avec Alcalide.
Un alcali, écrit alkali à la fin du XVIIIe siècle pour marquer l'origine arabe via le latin médiéval, est un terme de l'alchimie puis de la chimie décrivant différents composés chimiques, parfois en mélange, à propriétés dites alcalines ou basiques. Depuis le XVIIe siècle, le terme est employé de manière générique pour désigner des bases, des sels ou des solutions basiques concentrées. En chimie industrielle moderne, un alcali désigne une base forte dans l'eau.
L'adjectif associé alcalin, qui indiquait une saveur amère ou agressive typique, la présence d'une base forte ou une fonction basique réduisant l'acidité d'un milieu, a fini par désigner les ions ou atomes de lithium, sodium ou potassium, plus rarement rubidium, césium ou francium de la première colonne du tableau périodique. Ces métaux alcalins ont la propriété de former avec l'oxygène ou l'eau des bases fortes, nommées « alcalis ». Ainsi une pile alcaline, faisant mouvoir des ions Li+ ou Na+.
D'un point de vue pratique et commercial, le terme alcali dénomme encore des produits de nettoyage, agents puissants autorisés pour déboucher les éviers comme toutes autres canalisations résistantes aux bases chimiques ou encore lessive liquide, pour renforcer l'action des lessives ordinaires. Depuis des temps immémoriaux, les alcalis se caractérisent notamment par la propriété de « ramollir les matières organiques » et favoriser leur dissolution ultérieure dans l'eau.

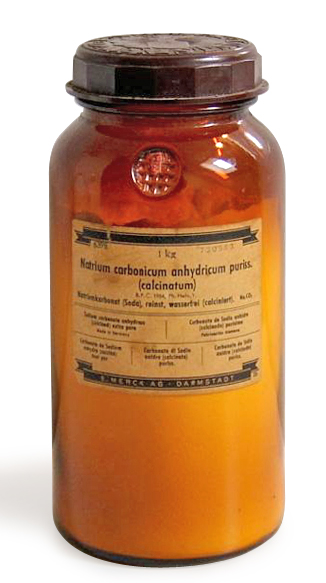
Soude calcinée et purifiée (flacon de poudre de carbonate de sodium).

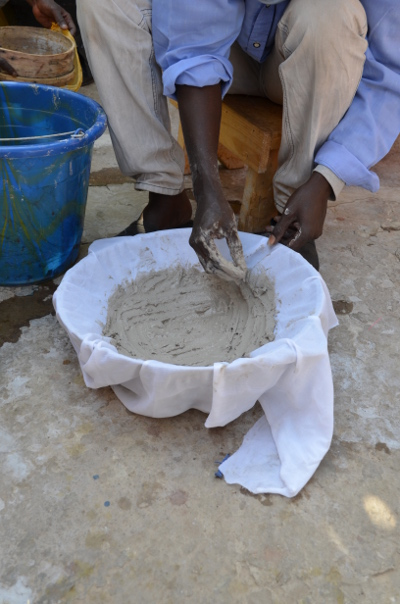
Lessivage des cendres de bois pour récupérer l'alcali potasse ci-dessous.

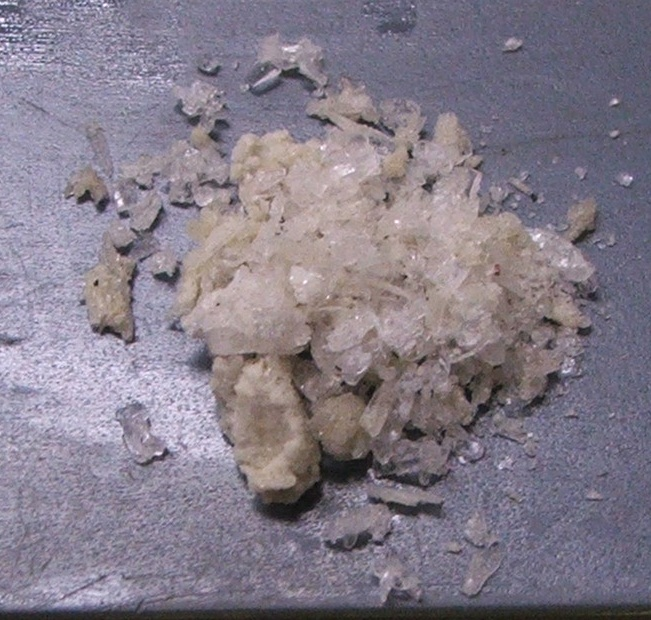
Potasse des Anciens (à base de carbonate de potassium).

## Origines et définitions

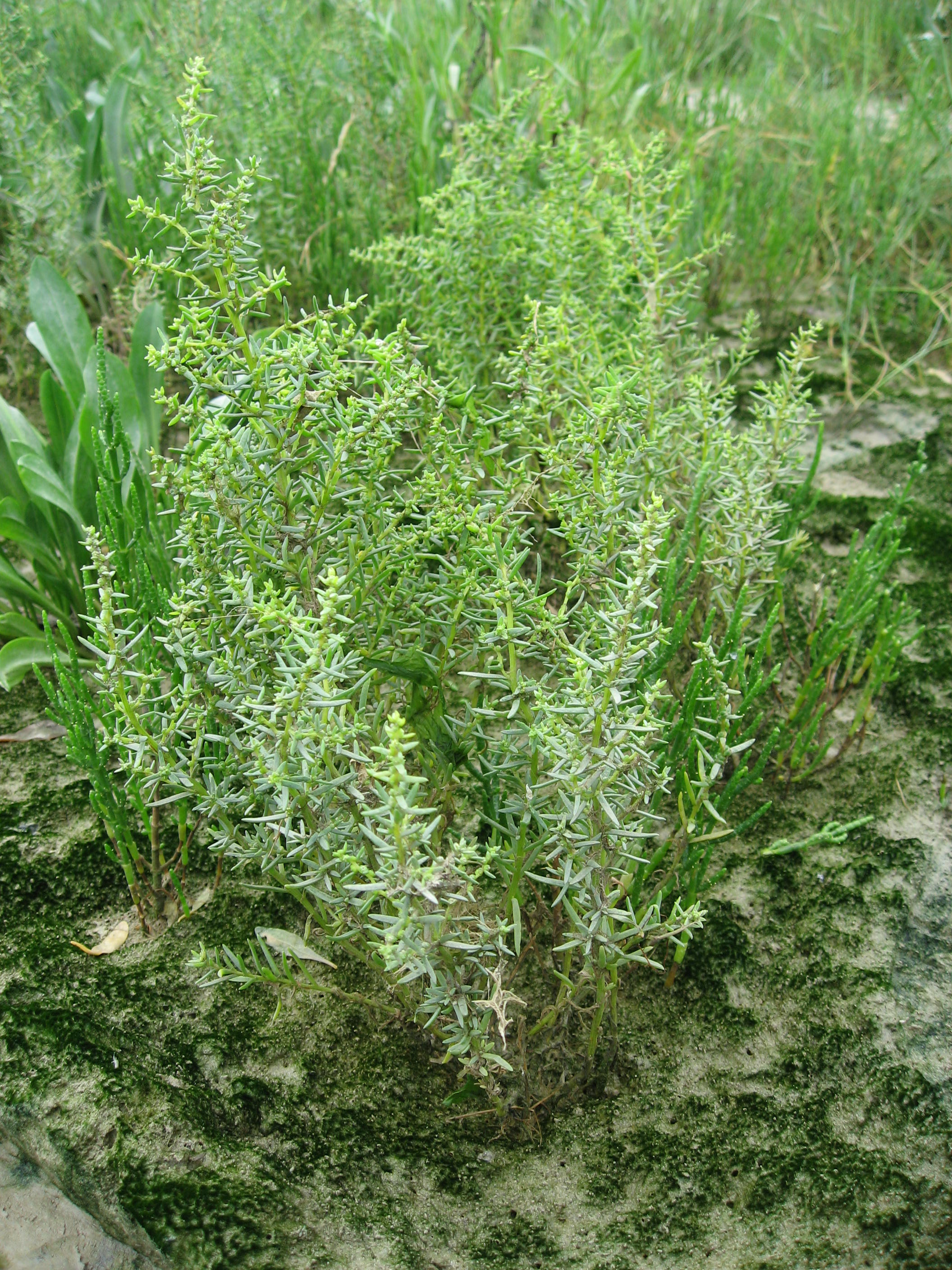
Soude maritime (Suaeda maritima) autrefois calcinée en baie de Somme.

Traditionnellement, un alcali représente un sel extrait de cendres d'un foyer quelconque. Les cendres de végétaux étaient récoltées et amassées par exemple dans une simple toile de lin ou de chanvre, autrefois nommée le cendrier. Les cendriers fermés étaient arrosés d'eau, puis pressés pour en faire sortir un lixiviat ou jus de percolation liquide qui, par concentration de la solution aqueuse et évaporation de l'eau, laisse se déposer des sels fins, solubles dans l'eau que l'on nommait alcalis.
La lixiviation des cendres de bois, nommées ash en anglais, ou (die) Asche en allemand, est ici une pratique d'épuisement et de filtration des matières solubles par l'eau. Le lixiviat ou les eaux extraites sont recueillies soit dans des auges exposées au soleil ou chauffées jusqu'à évaporation totale et dessiccation, soit dans des creusets à l'origine en céramique, plus tard en métal ferreux, nommés pot en anglais, Pott en allemand, placés dans des fours jusqu'à dessiccation totale. Les paysannes de Bretagne, de Picardie ou des Vosges appréciaient le bois de hêtre dans leurs cheminées ou poêles en fonte noire, elles en recueillaient les cendres. Les cendres mêlées à une matière grasse additionnelle fournissaient une lessive lors d'une cuisson des draps au chaudron ou pendant leur trempage à chaud dans un bac en bois.
Sur les rivages maritimes, l'exploitation de multiples plantes de rivages parfois cultivées, nommées de manière générique soudes, est attestée de l'antiquité jusqu'au milieu du XIXe siècle, parfois jusqu'en 1900. Elle donne en français la soude ou en anglais la soda ash. Dans les pays de vignerons, les cendres gravelées étaient employées pour en extraire un alcali.
L'alcali pouvait désigner au choix et souvent en mélange la soude, la potasse ou sous une forme raffinée le carbonate de potassium, la potasse caustique, la soude caustique, l'ammoniac (NH3) solubilisé dans l'eau ou ammoniaque, parfois un autre composé fortement basique. Tout dépendait de la nature et origine des cendres ramassées ou des matières de base de sa fabrication. Une dernière opération consistait à chauffer ce sel pulvérulent avec de la chaux ou de la mélanger à de la chaux vive.
L'alcali devenait caustique ou fort.
Il est souvent affirmé que la banale distinction soude-potasse est établie scientifiquement par le chimiste allemand Margraff. Auparavant, il est vrai que les alcalis étaient facilement confondus par leurs propriétés communes. Néanmoins les hommes de l'art de la chimie technique, comme les verriers, les divers métallurgistes, les savonniers, les teinturiers, les (al)chimistes praticiens, ne les confondaient plus depuis des siècles.

### Eaux à alcalis ou eaux alcalines
Les alcalis montraient des propriétés remarquables en milieu aqueux : ils verdissaient le sirop de violette, et re-bleuissaient systématiquement les couleurs végétales, rougies par l'acide. De plus, dans ce milieu, la rencontre d'alcalis et d'acides provoquaient souvent avec des réactions vives et chaudes, l'apparition de sels différents. Les alcalis même dilués, et encore plus à l'état concentré, possèdent la propriété d'enflammer et d'ulcérer tous les tissus vivants. Les alcalis caustiques sont très hygroscopiques : ils présentent un aspect alcalescent et semblent générer d'autres alcalis dilués. La manipulation des différents alcalis, comme celle d'ailleurs des différents acides forts, est restée une première étape à l'initiation au laboratoire de chimie : en disposant des pièces et récipients de verrerie idoines et de l'outillage de chauffage ou de distillation, il faut préparer pour son usage personnel des solutions aqueuses les plus utiles, à la fois les plus concentrées mais aussi les mieux connues par pesée et purification des matières de base. L'origine de ces pratiques semble remonter aux chimistes anciens et à leurs premiers maîtres légendaires nommés « Geber » ou « Rhazès ».
Les préparateurs avaient probablement conscience d'une diversité d'espèces de sels ioniques, au moins corrélées à la nature et origine des cendres et des matières combustibles. Ainsi les cendres de bois permettent plus aisément la fabrique de la potasse. Avec des cendres de végétaux terrestres, on obtient un mélange complexe à base de carbonates de K ou de Na. Avec des cendres de végétaux des rivages salins, ou des plantes croissant sur des sodisols ou salsodisols, on obtient un mélange à base de carbonates de Na.

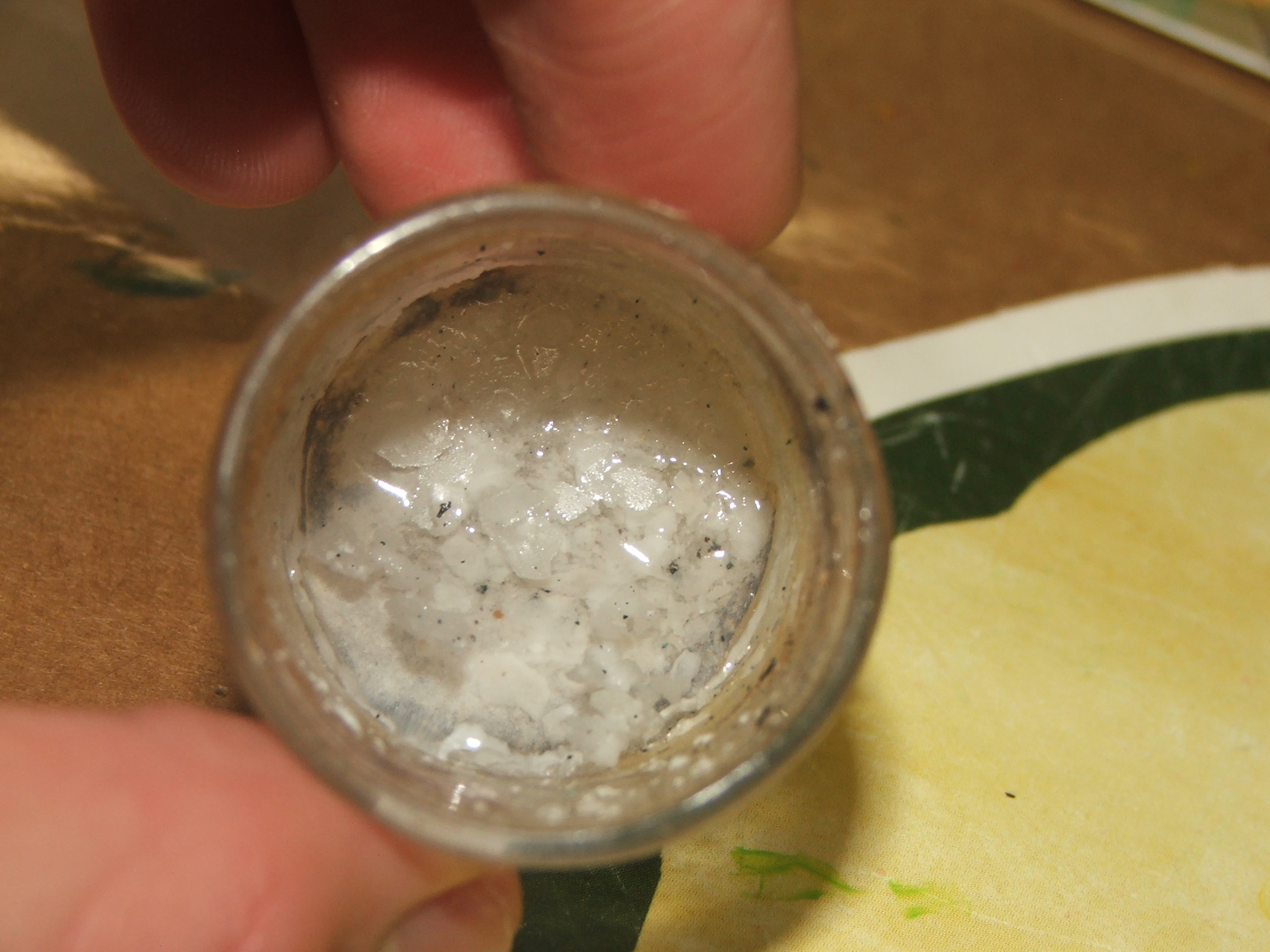
Sur la lithine exposée à l'air croissance du carbonate de lithium.

D'autre corps basiques ont reçu la dénomination d'alcali car les savants médiévaux supposaient qu'un alcali type n'était ni liquide ni solide stable (donc ni fluide ni matière par un raisonnement scolastique ou aristotélicien) : ammoniaque, lithine des Anciens, lithine caustique, carbonate de béryllium, borax.
Il existait donc une définition savante de l'alcali : alcali est sal extractum ex cinere omnium corporum, idque sive sint liquidae sive solidae (materiae) omnibus rebus inest proprium.
Ainsi, il paraît évident, qu'après le passage, parfois brusque, parfois lent, du savoir de l'al chemia de la Méditerranée arabo-berbère à l'alchimie médiévale latine, les classifications, à nouveau revues ou reconsidérées selon des taxonomies (pseudo)aristotéliciennes, ont déjà évolué, empruntant des principes qualificatifs du type sel, terre, roche, (règne) minéral, (règne) végétal, pour distinguer la substance active alcali, à l'origine indéfinissable. L'expression Salz alkali, soit sel alcali, est attesté au XVe siècle en Allemagne méridionale.

### Terres alcalisou terres alcalines

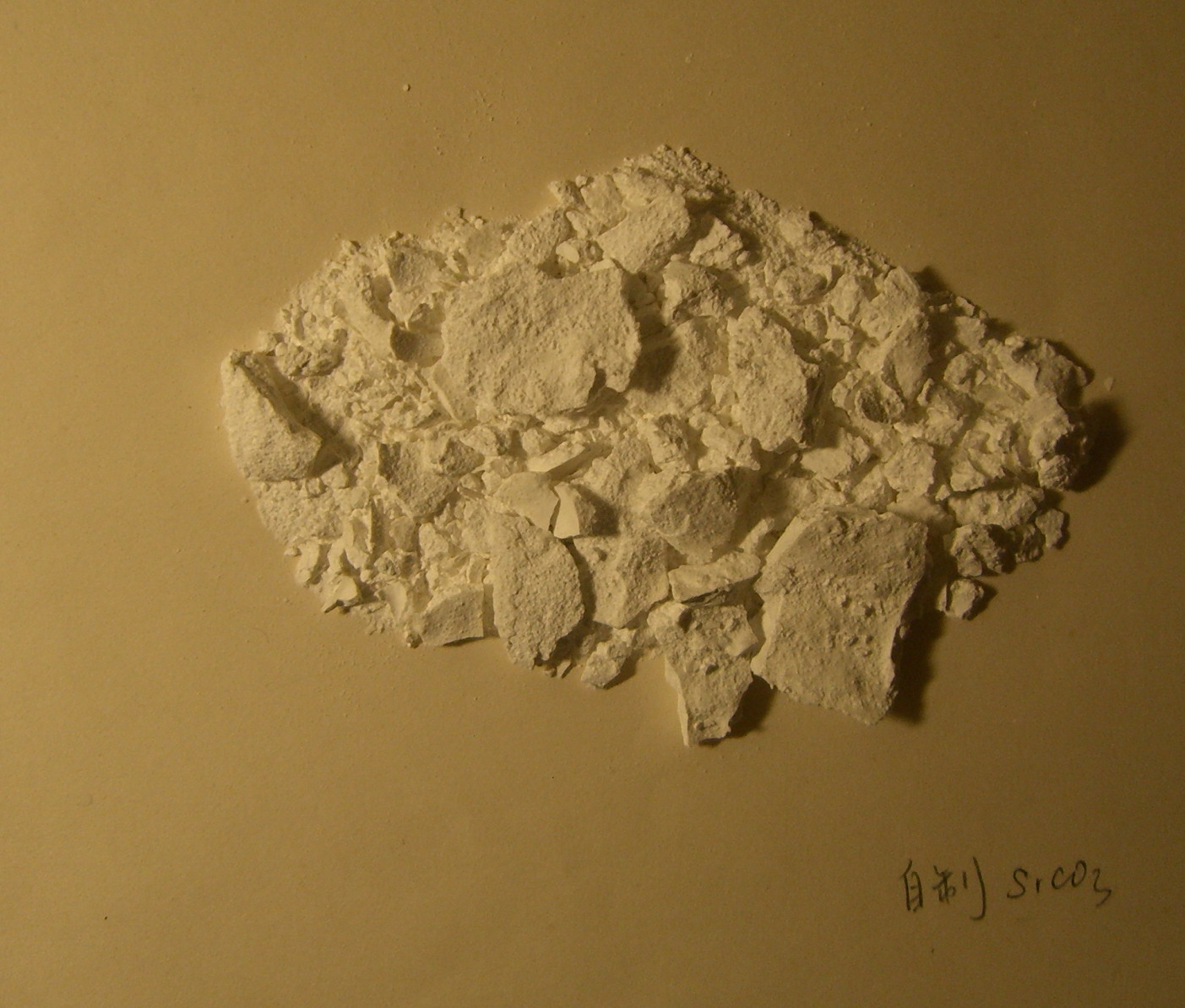
Aspect terreux du carbonate de strontium.

Les terres alcalines correspondent à des substances minérales essentiellement insolubles ou peu solubles dans l'eau, mais qui se comportent étrangement comme les alcalis authentiques. L'art antique du chaufournier fabriquait par la combustion de la roche calcaire la chaux vive, matière pulvérulente incluant en outre selon les lieux des oxydes de magnésium, de strontium, de baryum, voire de béryllium. La chaux éteinte à l'eau, formant souvent une suspension décrite comme un lait blanchâtre, contenait les hydroxydes correspondants, à commencer par l'hydroxyde de calcium Ca(OH)2. Une terre alcaline, vive ou éteinte, pouvait apporter miraculeusement son pouvoir alcalin par humectation et chauffage, renforçant l'alcali minéral ou végétal : cette opération, connue des anciens Égyptiens il y a plus de quatre mille ans, se nomme « caustication » ou « caustification ». Cette opération est restée une opération de régénération des lessives usées.
La magnésie calcinée, tout comme l'oxyde de zinc, sont des oxydes peu solubles, ainsi que leurs hydroxydes Mg(OH)2. Mais, très tôt, leur pouvoir de neutraliser les acides a été remarqué[Par qui ?]. On peut aussi ajouter à cette liste les poudres d'oxydes de fer, bien connus des métallurgistes.

### Un cas singulier: l'alcali ammoniaou eau d'Amon
L'ammoniaque ou solution aqueuse de l'ammoniac NH3 était considérée depuis l'Antiquité comme un « alcali » singulier : plus on le chauffait, plus il perdait sa force comme s'il s'envolait mystérieusement. De plus, on ne pouvait le purifier en passant par une forme définitive de sel stable. Puisque, en outre, il était obtenu par distillation d'un certain nombre de matières animales, en particulier leurs déjections telles que l'urine, ce singulier principe actif se nomma alors alcali volatil. Tous les autres alcalis, pour les distinguer de l'ammoniaque, étaient nommés « alcalis fixés ».
Mais lorsque la notion de gaz, intimement liée à celle de corpuscules de matière, battant en brèche les principes aristotéliciens des alchimistes, fut peu ou prou acceptée, au XVIIe siècle, une correction radicale venant des pionniers de la chimie pneumatique fut acceptée : la solution d'ammoniaque NH3(aq) restait un alcali au sens global et le gaz ammoniac échappé du milieu aqueux devenait précisément l'alcali volatil NH3(g). Capturé et réinjecté par brassage dans l'eau, ce dernier reformait selon une description cohérente un alcali liquide.
Le chimiste anglo-irlandais Robert Boyle, dans les années 1660, a mis au point les premières techniques de chimie analytique pour reconnaître les entités chimiques parmi les plus communes, notamment les acides et les alcalis, en premier lieu l'ammoniac. Désormais, l'apprenti-chimiste d'un laboratoire sérieux disposait d'une fiche technique associée à chaque composé chimique (re)connu, pour procéder à une identification d'un produit déclaré du commerce ou mener à bien une étude discriminante.

### Sels alcalis: alcali fixe et volatil, alcali minéral et végétal
Les autres alcalis comme la soude ou la potasse, caustique ou non, étaient a priori fixes. Avec l'irruption fin XVIe siècle d'une théorie tacite de corpuscules définis de matière et d'états de matière minimalistes (solide par attaches cohésives et cohérentes entre corpuscules, fluide progressivement séparé en liquide à attaches précaires, mais encore ou partiellement cohérentes, et gaz, dépourvu d'attaches), une simple opération de chauffage surveillée laisse supposer des structures diverses : elle distingue les carbonates (soude, potasse, qui perdent par dégage un gaz par simple décarbonatation) des alcalis véritablement fixes comme la soude caustique et la potasse caustique, qui peuvent être fondues sans perte. Il reste les oxydes précurseurs des derniers ou intermédiaires verriers (décrit plus tard en Na2O et K2O) pressentis mais non mis en évidence.
La soude, alcali emblématique, était considérée comme un alcali minéral, car la tradition alchimique égyptienne avait établi la correspondance entre la soude extraite des plantes et celles résultant du chauffage, en vase clos, des fleurs de natron ou des eaux saumâtres de maints lacs salés du désert, piégeant par un milieu dessicant leurs eaux. La potasse des Anciens était considéré comme l'emblématique alcali végétal, faute de découvertes de corps naturels assimilables. La distinction entre alcali minéral et végétal, purifiés respectivement, s'opérait de façon immémoriale et simple par l'action d'une pincée jetée sur le feu, un jet de flammes jaunes était généré par l'alcali minéral, une flamme violette indiquait la présence de l'alcali végétal.
Les artisans européens de la matière et du feu, forgerons, métallurgistes, verriers, céramistes, ont eu un apport continu dans la chimie pratique des alcalis. Les verriers considèrent les alcalis comme des fondants, favorisant la fusion de la matière vitreuse, et les alcalis terreux comme des stabilisants et renforçateurs durables du verre. Ils distinguent déjà efficacement avant le XVe siècle, surtout en Italie et dans les contrées méditerranéennes, les fondants potassiques des fondants sodiques. Ainsi les verriers de Venise (transférés à Murano en 1291) étaient déjà réputés dès le début du XIVe siècle pour la transparence de leur verre (le verre maritime par opposition au verre de forêt), similaire à celle du cristal, due à l'utilisation de cendres sodiques, très largement importées du Proche-Orient, par opposition aux verres plus grossiers obtenus ailleurs avec des cendres d'arbres (contenant majoritairement du potassium). L'obtention de silice relativement, par détonation et broyage de cailloux quartzeux du Tessin avec un fondant sodique également purifié, permet l'obtention d'un verre transparent, même en forte épaisseur.

### Terminologie
Le mot français, attesté en 1363, vient du latin médiéval alcali ou alkali, emprunté à l'arabe al-qalī, al-qâly ou al-qalawi ( القلَوي ), c'est-à-dire aussi bien les plantes dénommées le « qalī », c'est-à-dire la soude ou les plantes salifères assimilées, telles que les salicornes, que leurs cendres calcinées ou, après lixiviation, leur soude à base de carbonate de sodium, à partir de laquelle on fabriquait par caustication la soude caustique. Le mot a donné àlcali en espagnol. Les mots communs, italien soda ou français soude, correspondent bien au kali ou qali, qui indique autant la plante que la teneur soluble de sa cendre extraite, par solubilisation dans l'eau, après calcination de la plante.

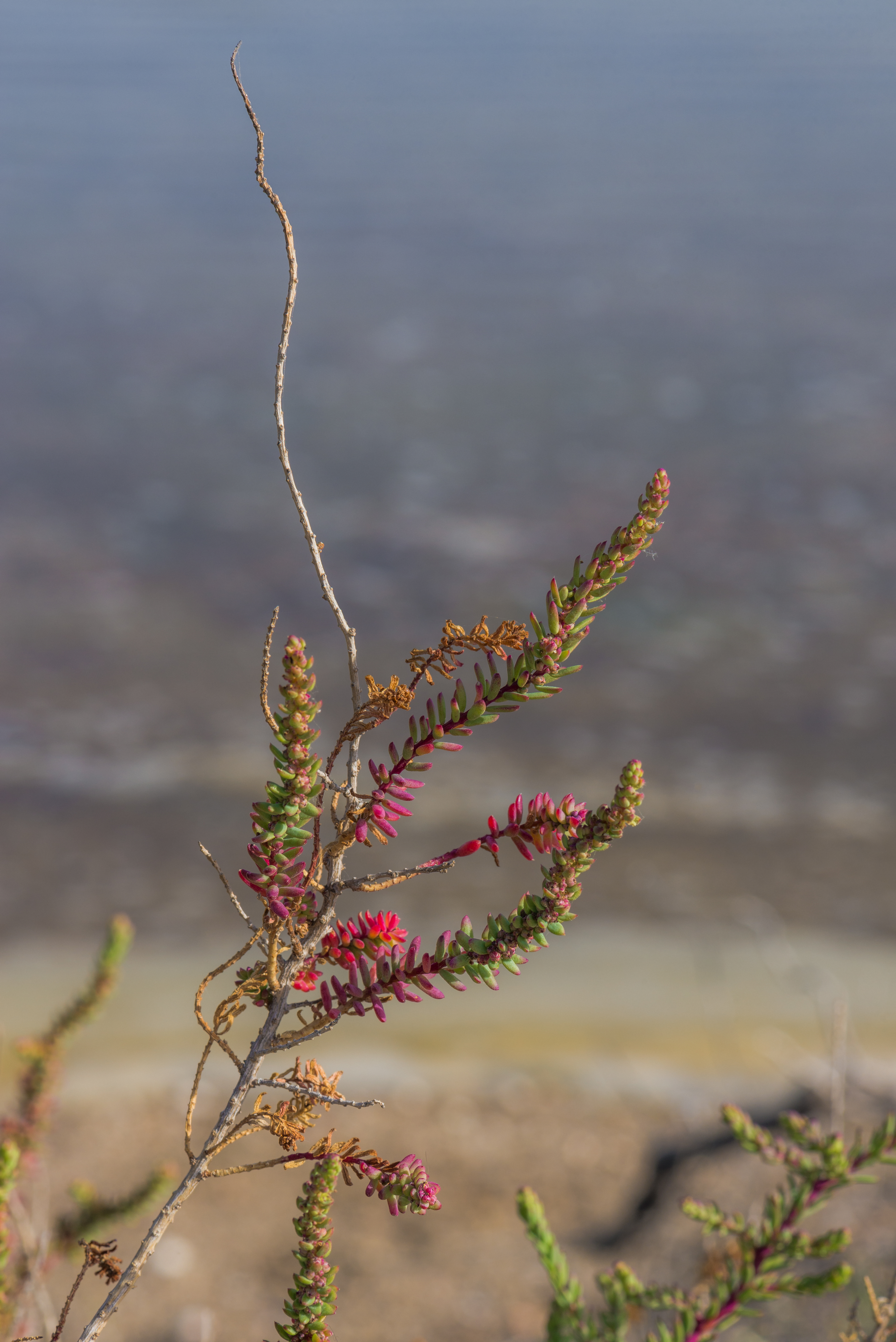
Suaeda vera, une des plantes méditerranéennes nommées « soude ».

En 1509, les (al)chimistes européens emploient le mot alcali avec une signification générique décrite précédemment. Il s'agit d'une classe de bases fortes, principalement oxydes et hydroxydes de métaux alcalins, des carbonates correspondants, d'ammoniaque, ancien hydroxyde d'ammonium et ses sels dérivés, et de quelques composés alcalino-terreux, issus des terres alcalines. En 1610, l'adjectif alcalin indique ce qui est propre, similaire ou identique aux alcalis, ce qui peut être associé ou mis en rapport avec les alcalis ou leurs propriétés. Les chimistes traquent la moindre propriété par l'observation des sens : l'aspect visuel alcalescent, la saveur alcaline ou fortement amère après imprégnation à la lèvre humide, les différentes forces réactives des alcalis sont enregistrés. Leurs propriétés basiques, notamment en solutions aqueuses, deviennent emblématiques.
Le verbe alcaliser est présent en français dès 1628. Il signifie rendre alcalin. En 1690, la pratique de laboratoire permet de séparer efficacement les corps constituants, au moins les sels différents, et d'écrire des ébauches de réactions chimiques. Alcaliser signifie alors précisément séparer la partie (supposée) alcaline d'un sel, en éliminant la partie (supposée) acide.
Les chimistes s'intéressent à la genèse du corps alcalin et des propriétés alcalines d'un milieu. Un alcaligène est une substance, une réaction ou mutation qui peut engendrer un ou des alcalis. L'adjectif alcaligène désigne ce qui donne naissance aux alcalis. Mais la description reprend avec l'adjectif ou nom masculin alcalescent, attesté en 1735. Un corps alcalescent est caractérisé par des propriétés alcalines, soit qu'il possède à l'origine comme les alcalis purifiés, soit qu'il acquiert. En 1771, l'alcalescence désigne l'état ou les propriétés des alcalescents, c'est-à-dire des substances alcalines ou corps alcalescents. Pour certains chimistes, l'alcalescence est véritablement active : il existe des substances dans lesquelles ils se forment spontanément de l'alcali. Comme le corps modèle est l'alcali volatil ou ammoniaque, ils font surtout référence à la putréfaction ou décomposition organique qui dégage en particulier en milieu humide de l'ammoniac. Ainsi les fumiers ou fumures dégagent du gaz ammoniac, qui, transformé mystérieusement sur les parois des murs humides, donne du salpêtre.

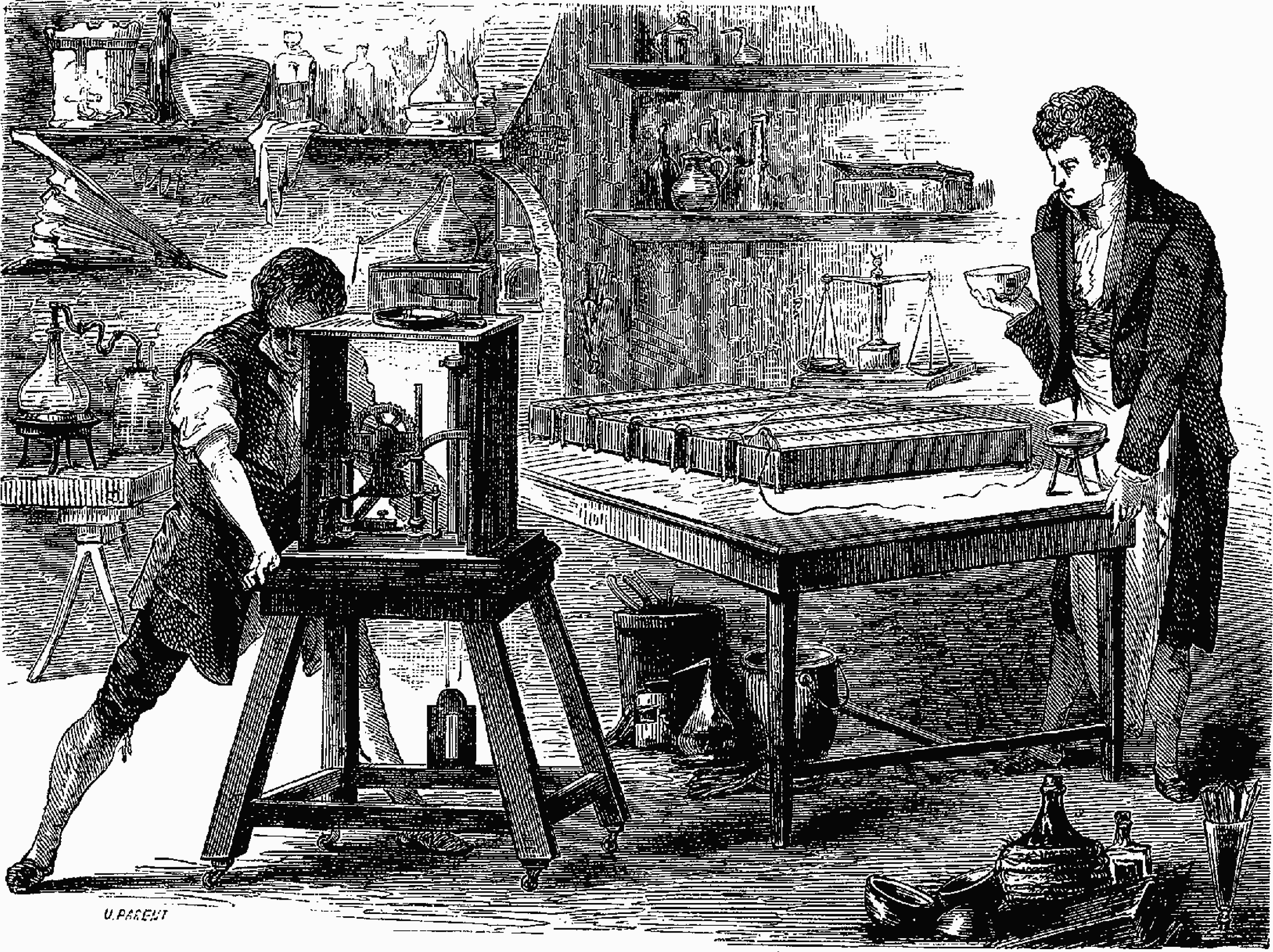
Humphry Davy dans son laboratoire (illustration de la fin du XIXe siècle).

Les mondes savants germanique et anglophone ont emprunté le mot racine, kali, sans le déterminant ou l'article défini arabe ou arabo-berbère, al. Il est parfaitement connu des locuteurs savants du latin médiéval, pour dénommer de manière générique les sels d'alcalis. Un certain nombre d'entre eux, joue un grand rôle dans les engrais, la fumure et le chaulage additionnel, voire dans les premiers médicaments, au XIXe siècle. La découverte systématique par voie électrolytique d'un même élément chimique dans les sels caustiques, purifiés et chauffés jusqu'à fusion, explique le symbole K du potassium ou Kalium par relatinisation savante.
Rouelle qui avait bien analysé l'antagonisme de réactivité entre acides et alcalis, notamment en solutions aqueuses, impose en 1754 la substitution au terme générique alcali du terme base. Alcali est probablement jugé polysémique et confus. Faut-il ajouter que dans la chimie française d'alors, le natron ou le carbonate de soude, extrait des cendres de plantes nommées « soudes », se nommaient alcali minéral et le carbonate de potassium, ou la potasse extraite des autres cendres végétales ou de bois, se nommaient « alcali végétal », d'après la distinction du chimiste Duhamel du Monceau.

## Un vocable de la chimie moderne, qui tend à tomber en désuétude
L'alcali est devenu selon le dictionnaire encyclopédique de Jacques Angenault un nom désuet désignant l'oxyde et hydroxyde d'un métal alcalin. Il est par ailleurs toujours synonyme de base en solution aqueuse.

### Vocabulaire d'une pratique chimique
Ses dérivés, également désuets, ont été préservés de l'héritage lointain du XVIIe siècle. L'alcali volatil désigne de manière commune l'ammoniac. Il engendrait par sa dissolution dans l'eau un alcali liquide que les chimistes ont nommé l'« ammoniaque ». Les sels d'ammonium à propriétés basiques, et plus tard une partie des dérivés substitués de l'ammoniac, étaient aussi placés dans cette famille d'alcalis.
Quel laborantin sait encore que l'alcali fixe représente la potasse ou la soude ? La potasse était l'alcali fixe végétal, la soude l'alcali fixe minéral. En rajoutant l'adjectif caustique, le savant nommait respectivement la potasse caustique et la soude caustique. A contrario de ses alcalis forts, les alcalis doux ou faibles correspondent au carbonate de sodium ou de potassium, plus ou fortement hydratés.
L'adjectif alcalin indique une fonction basique. L'alcalinité est la basicité. L'alcalimètre est une invention d'analyse chimique initiée en 1804. Il s'agit d'un appareil de mesure du degré de pureté de l'alcali considéré. Il sera perfectionné et mieux connu en 1834, année où l'adjectif alcalifiant et le mot alcalinité apparaissent selon les lexicologues. Les soudes ou potasses du commerce, à base de carbonates, sont analysées par un alcalimètre spécifique qui détermine la masse ou teneur d'anhydride contenue dans un échantillon.

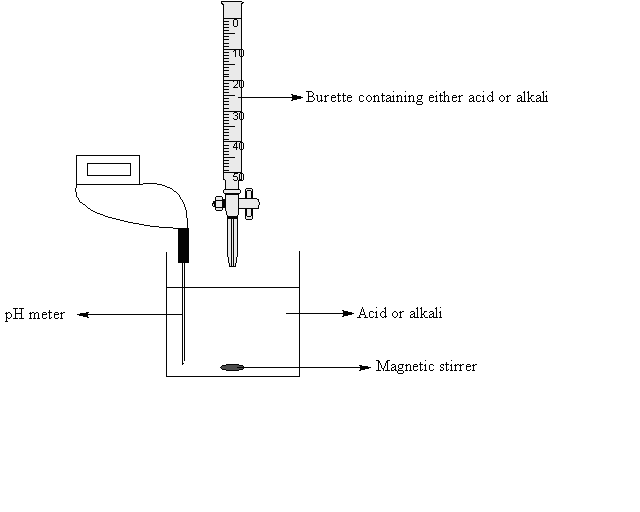
Alcalimétrie.

L'alcalimétrie correspond au dosage des alcalis. Il s'agit d'une technique de détermination du titre d'une solution basique, par différents dosages volumétriques. Ce terme de chimie analytique est attesté dans les premiers dictionnaires en 1853. Il existe depuis 1830 différents procédés, appropriés aux différents alcalis. En particulier, le titre alcalimétrique, utilisé par le génie militaire français pour l'analyse des eaux supposées potables lors des opérations sur un terrain hostile, est l'évaluation de l'alcalinité d'une eau exprimée en degrés (titre alcalimétrique dit simple) ou en concentration des corps chimiques dissous.
Un alcaligène est un corps qui donne naissance à des alcalis. Le terme est aussi employé comme adjectif, ainsi la propriété alcaligène d'un oxyde ou d'un dérivé quelconque. Dans les années 1890, l'emploi du verbe alcaliniser, vite abrégé en alcaliser par rappel du vieux terme, signifiant pour une solution ou un milieu rendre alcalin est courant. Il s'applique encore à un corps ou une substance auquel on donne ou confère une ou des propriétés alcalines.

### Une racine alchimique préservée par des éléments chimiques reconnus

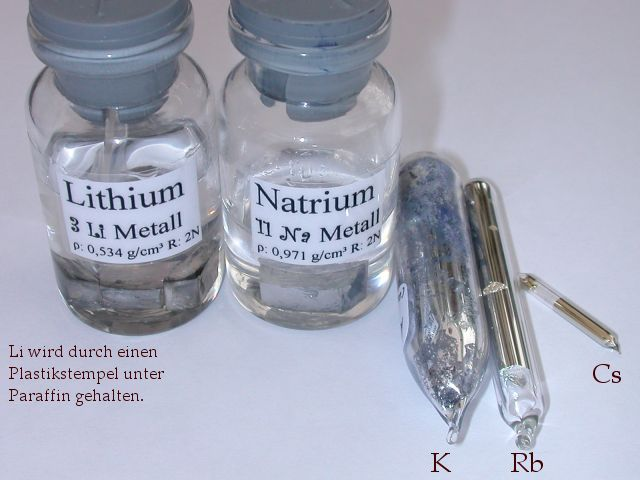
Métaux alcalins.

La découverte des métaux alcalins, par électrolyse des principaux alcalis fixes fondus, est à l'origine de la dénomination des métaux alcalins, de la première colonne du tableau périodique des éléments chimiques de Mendeleiev.
Les terres alcalines, c'est-à-dire les roches qui par chauffage à l'air, engendrent des alcalis, sont à l'origine de la découverte des métaux alcalino-terreux par l'isolement, via les mêmes procédés électrolytiques en milieu fondu des oxydes, des éléments métalliques correspondants. L'adjectif alcalino-terreux, commun dès 1845, qualifie dès l'origine les éléments Ca, Sr, Ba. On y a adjoint le Be, le Mg et le Ra, de la même seconde colonne du tableau périodique

### Chimie technique
Dans le jargon de la chimie moderne, les alcalis constituent surtout une sous-classe des bases. Les alcalis désignent principalement les bases fortes qui se dissolvent dans l'eau en donnant l'ion hydroxyde HO−,,,. Parfois, mais beaucoup plus rarement aujourd'hui, les solutions concentrées de carbonates alcalins ou les suspensions de corps alcalino-terreux sont incluses dans ce regroupement.
Avant dissolution dans l'eau, ces alcalis peuvent être :
- solides : hydroxyde de sodium NaOH, hydroxyde de potassium KOH, lithine ou LiOH, hydroxyde de magnésium Mg(OH)2, hydroxyde de calcium Ca(OH)2 mais parfois éventuellement Na2CO3 ou soude Solvay, K2CO3 ;
- gazeux : ammoniac NH3 qui dissout dans l'eau fournit une solution appelée ammoniaque NH4OH.

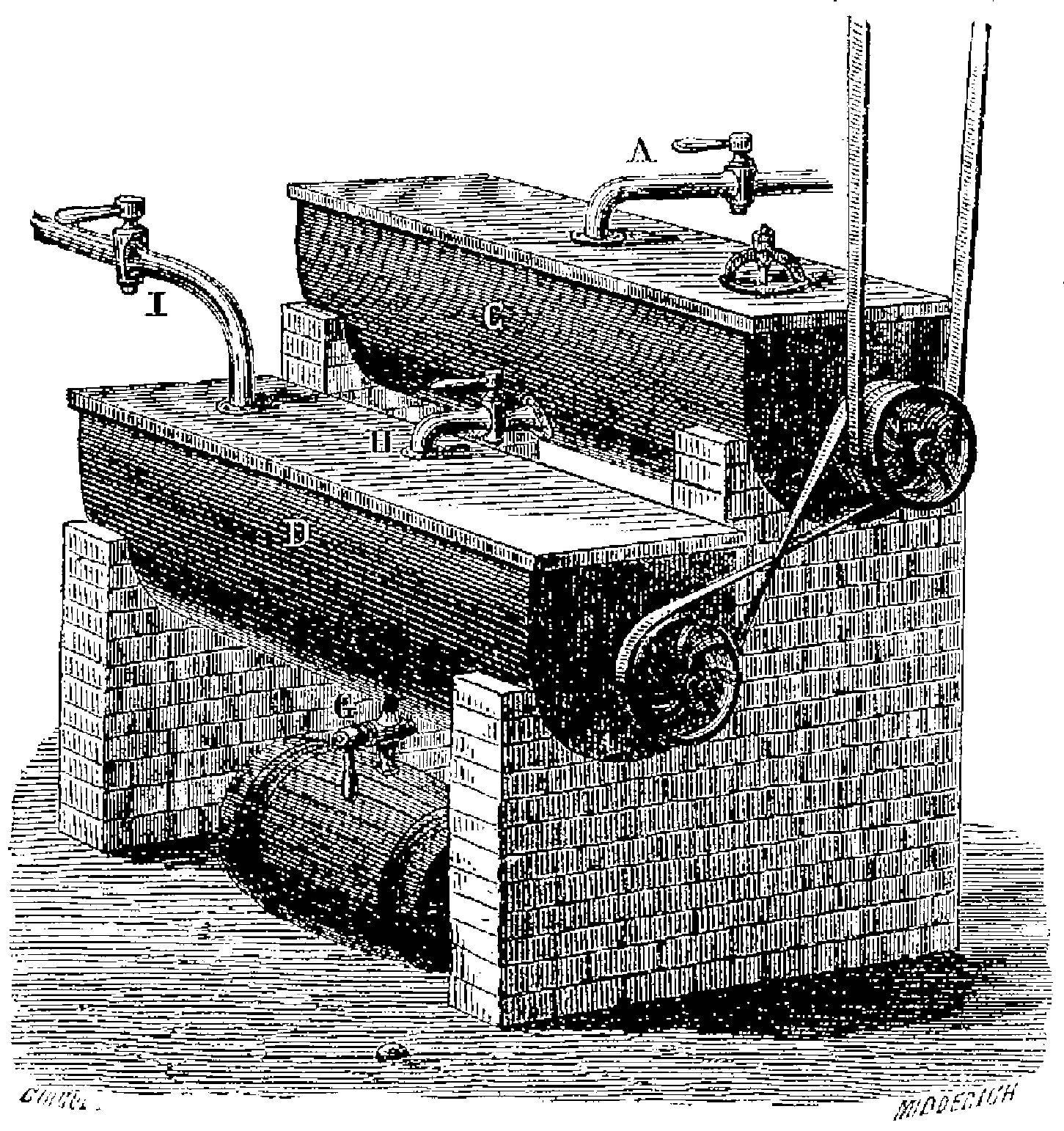
Lavage du pétrole à l'acide et à l'alcali.

Les alcalis peuvent être divisés en :
- forts (NaOH, KOH, Mg(OH)2 et Ca(OH)2) : ils s'ionisent complètement lorsqu'ils sont dissous dans l'eau ;
- faibles, par exemple NH4OH, Na2CO3 : ils existent dans un état partiellement ionisé en solution aqueuse.

Dans l'industrie chimique de la fin du XIXe siècle plus encore qu'au laboratoire, l'alcali reste encore le terme ancien ou traditionnel qui couvre l'ensemble des bases chimiques modernes décrites ci-dessus. Leurs intenses demandes appellent une production de plus en plus massive, initiée par des industriels innovants comme Ernest Solvay ou organisée par des groupes chimiques en voie de gigantisme, tels que l'United Alkali Company (en) en Grande-Bretagne de 1890 à 1926.
L'alcali tend à représenter au XXe siècle de manière générique une solution basique ou alcaline concentrée, souvent prête à l'emploi ou caractéristique de la chimie aqueuse.
Mais de façon précise, l'alcali désigne encore un mélange (liquide) d'ammoniaque et d'eau. C'est un produit très corrosif et à odeur fortement piquante, le gaz irritant les muqueuses et les poumons, qu'il faut manipuler sous hotte avec des gants et des lunettes.
Pour une concentration en masse de 30 % d'ammoniaque (% en masse), la densité de cet alcali est d'environ 0,900, son extrait sec de 5 et son résidu fixe nul, il contient peu de fer (< 0,1 ppm) et peu de calcium (< 2 ppm)[réf. nécessaire]. Il est surtout utilisé par des industriels afin de dépolluer les fumées en gaz NO par extraction fluide-fluide [réf. nécessaire].
L'alcali-cellulose, terme composé apparu vers 1950, désigne le produit résultant de l'action d'une base alcaline sur la cellulose. Dans la fabrication du papier, on utilise communément de la soude caustique.

### Apparition desalcalis organiquesavec l'essor de la chimie organique
Au XIXe siècle, l'essor considérable de la chimie organique a laissé un vaste corpus descriptif de corps chimiques organiques, dénommés les alcalis organiques, obtenus le plus souvent en milieu basique, possédant souvent des structures complexes initialement mal ou grossièrement appréhendées, qu'ils soient extraits des substances naturelles, par exemple extraites de plantes ou synthétisés à partir de molécules fonctionnelles purifiées au laboratoire, alcools, amines, phénols.
Le lent et intelligent effort de recherche-développement entre 1880 et 1910 de la chimie allemande dans le domaine des colorants de synthèse, rassemblant en réalité au-delà d'une mythique histoire nationaliste, la collaboration des meilleurs chimistes européens, a laissé aux chimistes organiciens concepts et savoir-faire de laboratoire pour mieux commencer à étudier ces structures moléculaires avant la révolution des diverses méthodes de métrologie physiques.
Initialement dénommés « alcalis organiques », ces corps organiques ont été renommés au début de cette période, toujours de façon générique, « alcaloïdes ».

### Géologie

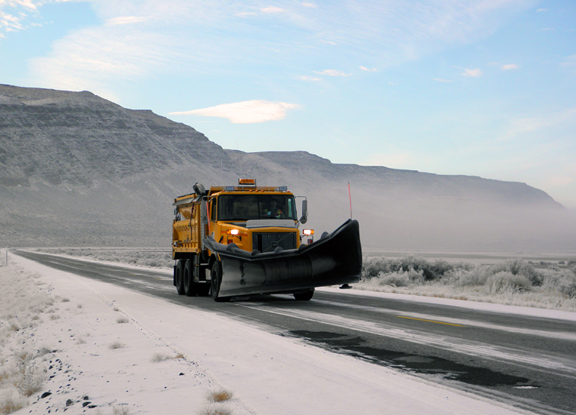
Sur la route enneigée près d'un lac alcalin, l'Alkali Lake en Oregon.

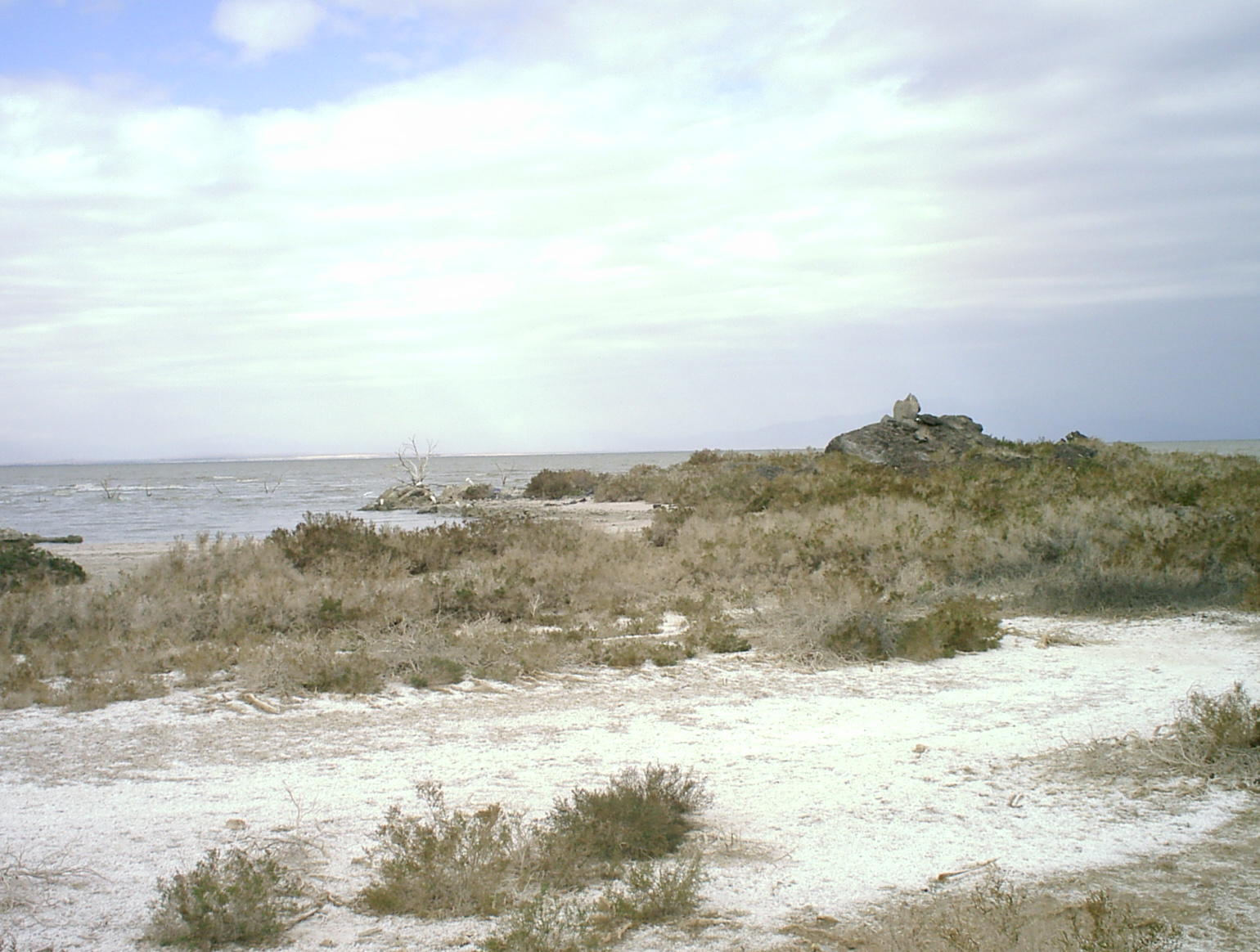
Une autre étendue alcaline californienne, Salton sea.

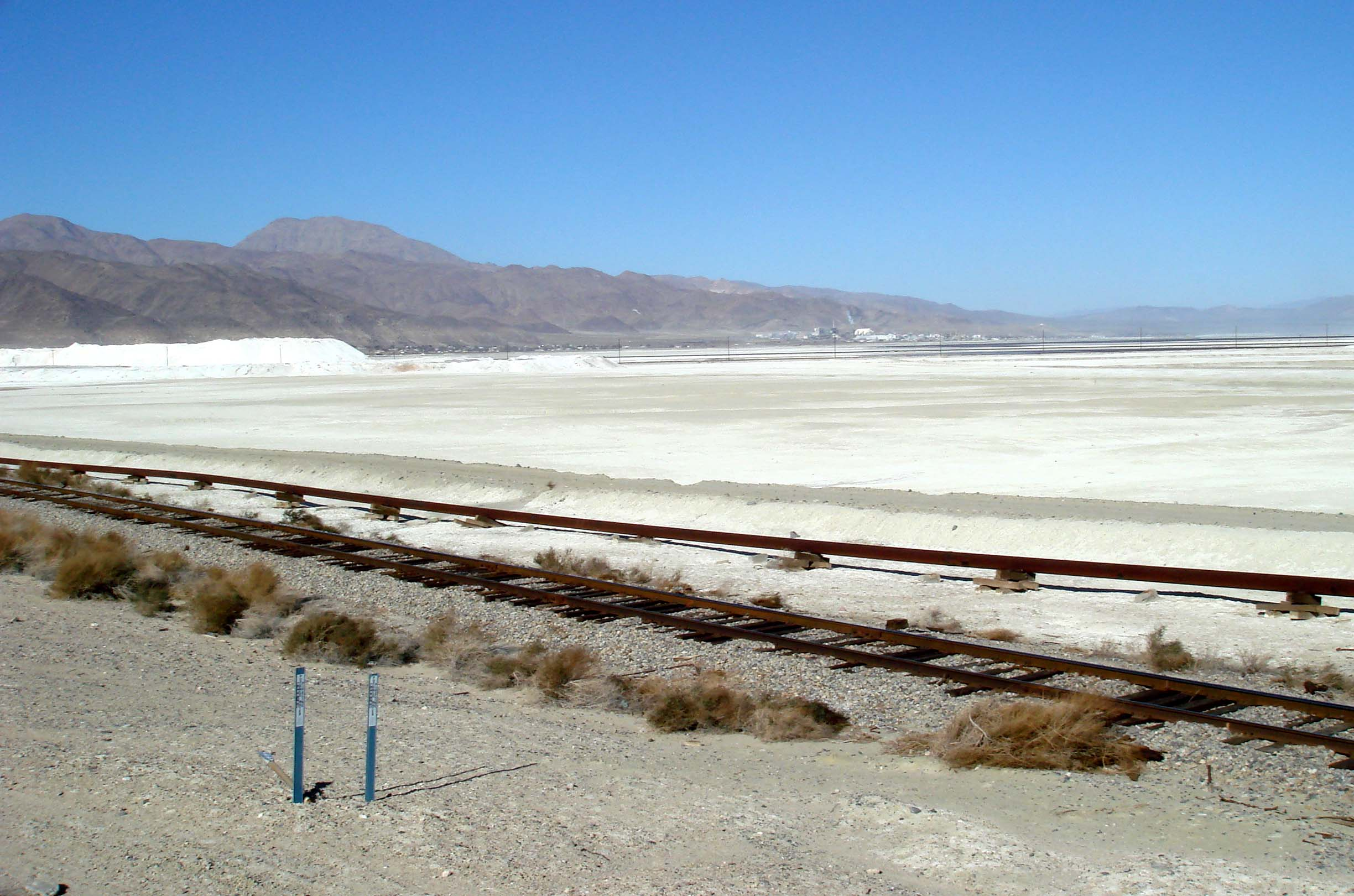
Lac Searles, près de Trona, ville à la limite septentrionale du comté californien de San Bernardino.

Le natron est un carbonate de sodium hydraté naturel qui se dépose naturellement en efflorescence sur les bords des lacs Amers en Égypte. Cette roche évaporite de formule brute Na2CO3·10H2O était identifiée de longue date avec la soude, préparée à partir des cendres de la plante. Il existe des gisements importants en Afrique et en Californie.
Il existe aussi un minéral moins fréquent, le trona, de formule Na2CO3 · NaHCO3 · 2H2O, mais abondant dans les bassins sédimentaires d'origine lacustre et les contrées désertiques endoréiques et alcalines. Dans sa formule, nous retrouvons le bicarbonate de sodium, qui est l'intermédiaire, peu soluble à froid, du procédé Solvay. Le bicarbonate de soude NaHCO3 n'est pas considéré par les Anciens comme un alcali, on le trouve souvent dans les eaux de sources chaudes ou sources thermales antiques, comme dans les eaux saumâtres de nombreux lacs africains.
Montons quelques paysages alcalins de l'ouest américain. En Californie, le lac Searles est exploité pour ses ressources en borax, natron ou trona dès les années 1870. La Salton sea au sud de ce même État est son plus grand lac endoréique temporaire, à la fois salin, saumâtre et alcalin, reformé récemment en grande partie par une succession d'aménagements et imprévoyances anthropiques, amenant inévitablement une suite de désastres écologiques. Au sud de l'État d'Oregon, un lac alcalin, l'Alkali Lake, recèle essentiellement les minéraux gaylussite, natron, magadiite (en) NaSi7O13(OH)3·3 ou 4 H2O et thermonatrite Na2CO3·H2O. Mais au sud-ouest, elle n'est plus qu'un vaste dépotoir chimique. Il existe de vastes zones alcalines au Nevada, en Arizona, au Nouveau-Mexique.

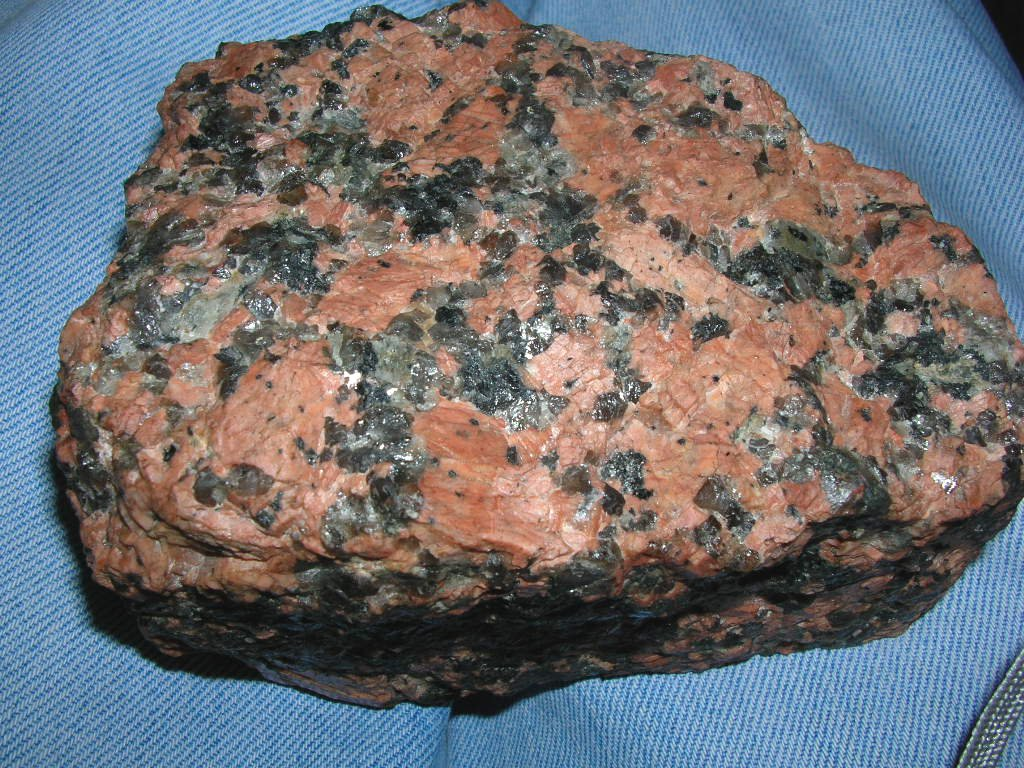
Granite à feldspath alcalin.

Une roche était autrefois dite alcaline en français, ou alkaline or alkalic rock en anglais lorsqu'elle contenait en masse au moins 10 % de potasse ou de soude caustique, soit KOH ou NaOH. La qualification d'alcalin(e) est depuis les années 1970 en premier lieu réservée aux substances minérales riches en ions Na+ ou K+. Elle s'applique en un second sens plus précis à des roches magmatiques saturées ou sous-saturées. Le vocabulaire chimique actuel s'est imposé avec le développement des spectrométries, en particulier de la fluorescence X.

### Médecine et pharmacie
Il existe des médicaments alcalins, dénommés simplement alcalins depuis la Belle Époque. Ils renferment un alcali ou présentent des propriétés anti-acides. Un des plus connus est la soude Solvay Na2CO3.
L'alcalinothérapie est une thérapeutique à base de cette classe de médicaments. En usage externe, pour entraver certaines maladies de la peau, cette dernière catégorie se présente sous forme de lotions, pommades ou de sels de bain. Ainsi les bains alcalins nécessitent environ 500 g de Na2CO3 par baignoire. Un minutage précis du bain était imposé, pour ne pas trop agresser à terme la peau.
En usage interne, majoritaire dans les années 1930, le dosage varie entre 1  et   15 g d'alcali ultra-doux ou faible, du type bicarbonate de sodium ou de potassium, parfois associé à du carbonate de calcium. Le remède était supposé faciliter la digestion en favorisant les fonctions digestives et neutraliser les acides du tube digestif.
Les sels de lithium étaient aussi employés contre la goutte. Ils joueraient un rôle favorisant la dissolution des dépôts de sels d'urates, à l'origine de douleurs vives aux extrémités du corps.
Dans l'entre-deux-guerres, les troubles pathologiques de l'équilibre acido-basique du corps humain font l'objet d'études cliniques et physiologiques. L'acidose est caractérisée par un excès de sécrétions acides, suivi d'une rétention dans l'organisme vivant, l'alcalose par un excès d'alcalins, causée par une perte d'acides jointe à une rétention alcaline excessive. Vers 1953, les tissus, en particulier le sang, sont étudiés au niveau des métabolismes acido-basiques : le sang est considéré alors un indicateur fiable de l'alcalose. On parle communément d'alcalose sanguine. La mesure plus efficace de la fine modification de pH a permis de mettre en évidence trois types majeurs d'alcaloses, qualifiées de gazeuse, digestive ou fixe
La médecine vétérinaire a poursuivi également des recherches similaires, mais de manière parallèle et non jointive, pendant les mêmes périodes. L'alcalose touche encore plus fréquemment les ruminants, par l'ampleur de leurs fonctions digestives et d'émissions de gaz, en premier lieu lors de la rumination.

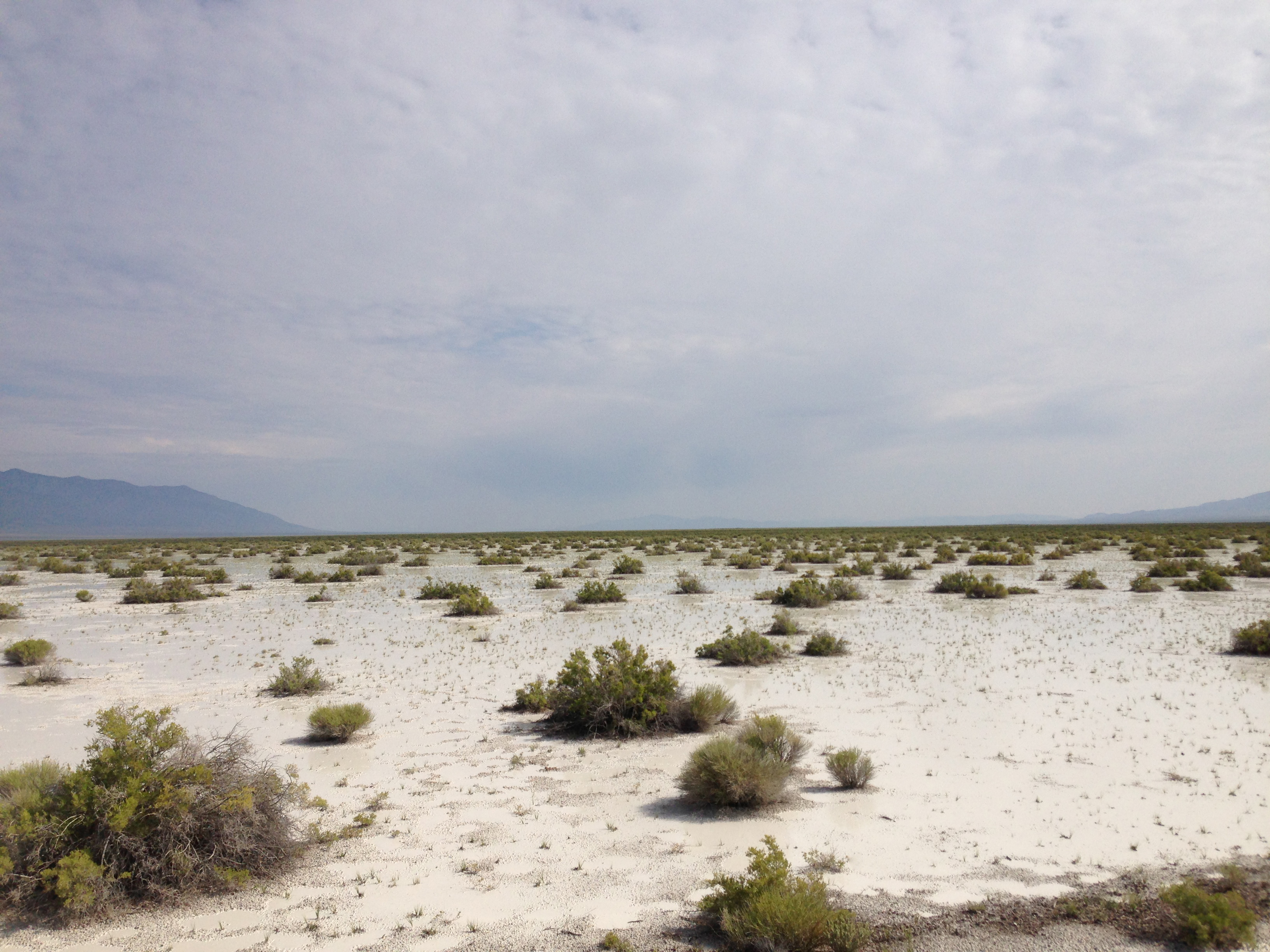
Désert alcalin du Nevada.

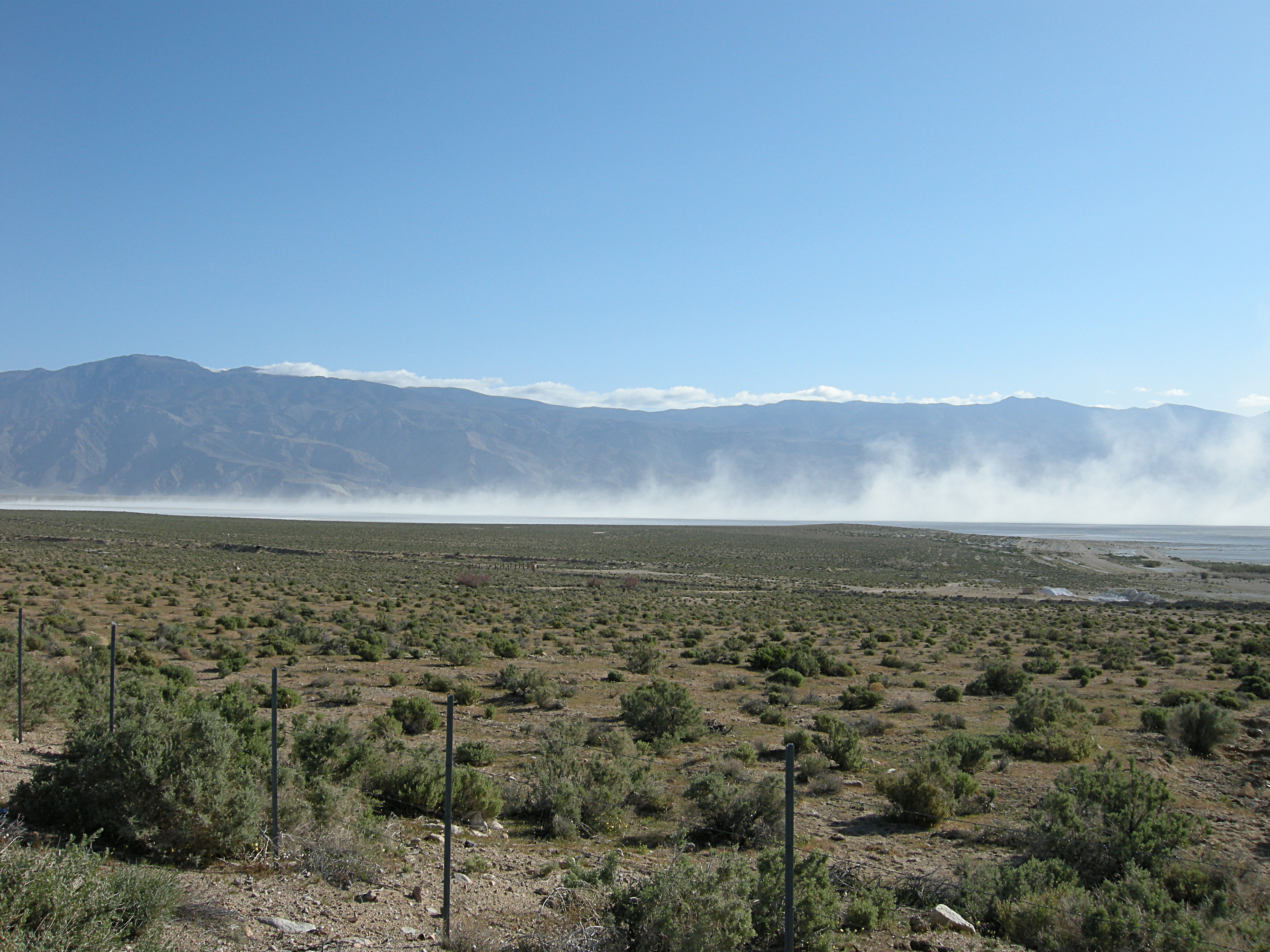
Poussières alcalines tournoyant dans l'air.

## Mythologie
L'alcali est, selon maintes croyances méditerranéennes ou européennes encore communes à l'époque moderne, un principe-sel d'extraction singulière, que l'on pourrait classer à côté du sel marin s'il ne recelait une propriété basique ou anti-acide fondamentale. Il correspond à une entité subtile, facilement purifiable, manipulable et agressive pour la peau ou les muqueuses, en correspondance avec un grand nombre de djinns ou esprits des eaux qui ne cessent de les emporter avec eux, parfois au détriment des plantes qui nourrissent les hommes. Les djinns de la mer seraient les plus puissants (attracteurs), voilà pourquoi la mer a une eau dense et salée, disait le conteur berbère, mais il est aussi possible de retrouver les différents alcalis en brûlant les productions des végétaux, êtres vivants qui ont su les retenir pour s'en nourrir ou s'en protéger.
Les alcalis, accumulés et préservés dans les déserts alcalins et les roches sédimentaires des anciens lacs salés ou plans d'eau saumâtre, seraient donc des composants du cycle de dégradation minérale, en son étape ultime. Comme les Anciens ne concevaient nullement un rôle d'accumulation ultime et sans finalité, ils se sont accordés pour spiritualiser ses propriétés observables, notamment de solubilité et de basicité plus ou moins agressive.

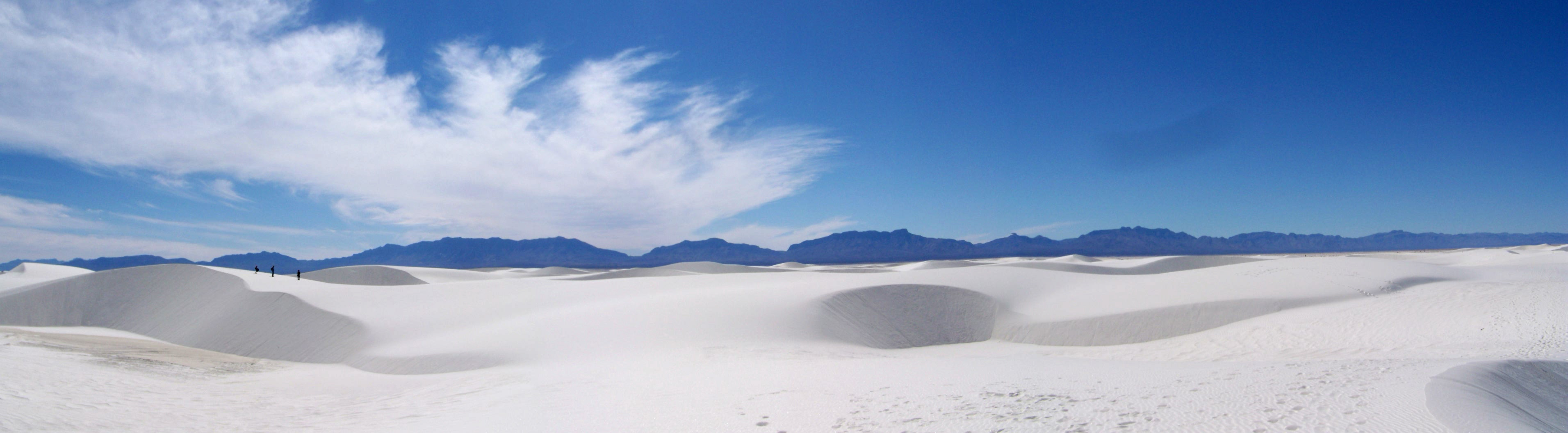
Désert alcalin.